# Fabio Caballero
Fabio Caballero (Presidente Franco, 1º ottobre 1992) è un calciatore paraguaiano, centrocampista del 3 de Febrero.

## Carriera

### Club
La sua carriera da calciatore professionista inizia nel 2011, precisamente il 20 novembre, quando debutta con la maglia dell'Olimpia nel match contro il Cerro Porteño, conclusosi con il risultato di 0-0 .

## Palmarès

### Club

#### Competizioni nazionali
- Primera División de Paraguay:1

Olimpia: Clausura 2011